# Senna costata
Senna costata là một loài thực vật có hoa trong họ Đậu. Loài này được (J. F. Bailey & C. White) Randell miêu tả khoa học đầu tiên năm 1989.